# Diurnist
Der Titel Diurnist bezeichnete vor allem im österreichischen Raum einen in der Verwaltung  auf Tagegeldbasis (Diurnum) Beschäftigten, der als Amtsschreiber die im Amt anfallenden Schreibarbeiten erledigte, Protokoll führte, ausgehende Schreiben, so genannte Expeditionen, und Kopien von Schriftstücken anfertigte.
Im josephinischen Wien waren Diurnisten die subalternen Beamten der zahlreichen Verwaltungsstellen, die zwar ein gewisses Ansehen genossen, aber nur ein bescheidenes Salär bezogen. Es waren Sekretäre, Registranten, Adjunkten, Konzipisten, Protokollisten, Ingrossisten, Kanzlisten, Akzessisten usw., die pünktlich allmorgendlich in den „Tintenburgen“ der Staatskanzlei, Reichskanzlei, Kriegskanzlei, Österreichisch-Böhmischen Kanzlei, Ungarisch-Siebenbürgischen Kanzlei, Niederländischen Kanzlei, Obersten Justizstelle, Münze, Oberst-Rechenkammer, Religionskommission, Studienkommission und im Rathaus ihrer Tätigkeit nachgingen.